# Nyssodrysina pulchella
Nyssodrysina pulchella là một loài bọ cánh cứng trong họ Cerambycidae.